# ده‌خورن
ده‌خورن (به هلندی: De Goorn) یک منطقهٔ مسکونی در هلند است که در کوخن‌لاند واقع شده‌است. ده‌خورن ۲٬۸۰۰ نفر جمعیت دارد.